# 문산초등학교 (충남)
문산초등학교는 대한민국 충청남도 서천군 문산면 신농리에 있었던 공립 초등학교이다.

## 학교 연혁
- 1935년 7월 1일 문산공립보통학교(4년제) 개교
- 1938년 4월 1일 문산공립심상소학교 개칭
- 1941년 4월 1일 문산공립국민학교 개칭
- 1942년 3월 31일 6년제 승격
- 1981년 3월 6일 병설유치원 개원
- 1996년 3월 1일 문산초등학교 교명 개칭
- 1998년 3월 1일 성암분교장 통합
- 2016년 2월 4일 제77회 졸업식(4명) 총 4,607명 배출
- 2016년 3월 2일 4학급 편성 (유치원 1학급)
- 2017년 2월 3일 제78회 졸업식(3명) 총 4,610명 배출
- 2017년 3월 2일 4학급 편성 (유치원 1학급)
- 2025년 2월 28일 폐교 및 시초초등학교 통폐합, 90년만에 폐교

## 참고 자료
- 문산초등학교 - 한국교육학술정보원 학교알리미